# Kabinett Borne

Offizielles Logo der Regierung der Französischen Republik mit dem Wahlspruch Liberté, Égalité, Fraternité

Das Kabinett Borne war vom 20. Mai 2022 bis zum 9. Januar 2024 die Regierung der Französischen Republik unter Premierministerin Élisabeth Borne. Es war die dreiundvierzigste Regierung der Fünften Republik und die vierte von Präsident Emmanuel Macron ernannte. Vorgänger war das Kabinett Castex. Emmanuel Macron ernannte Élisabeth Borne zur neuen Premierministerin, nachdem er sein zweites Mandat als französischer Präsident angetreten hatte, noch vor den für Juni 2022 angesetzten Parlamentswahlen. Am 8. Januar 2024 erklärte Borne ihren Rücktritt; dieser wurde von Macron angenommen. Bornes Nachfolger als Premierminister ist Gabriel Attal, der am Tag darauf ernannt wurde. Attal wurde von Macron mit der Bildung einer Regierung beauftragt (Kabinett Attal).

## Regierungsbildung
Élisabeth Borne wurde am Tag des Rücktritts ihres Vorgängers Jean Castex vom französischen Präsidenten Emmanuel Macron zur neuen Premierministerin ernannt. In der Folge wurden auch offiziell die Beratungen zur Besetzung der neuen Regierung aufgenommen, die am 20. Mai 2022 bekannt gegeben wurde.

## Zusammensetzung

### Premierministerin
| Funktion          | Bild            | Name            | Partei |
| ----------------- | --------------- | --------------- | ------ |
| Premierministerin | Élisabeth Borne | Élisabeth Borne | RE     |

### Minister
| Funktion | Bild                   | Name                                                  | Partei    |
| --- | ---------------------- | ----------------------------------------------------- | --------- |
| Minister für Wirtschaft, Finanzen und die industrielle und digitale Souveränität Ministre de l’Économie, des Finances et de la Souveraineté industrielle et numérique                                                                                         | Bruno Le Maire         | Bruno Le Maire                                        | RE        |
| Minister des Innern und für die Übersee Ministre de l’Intérieur et des Outre-mer | Gérald Darmanin        | Gérald Darmanin                                       | RE        |
| Ministerin für Europa und Äußeres Ministre de l’Europe et des Affaires étrangères | Catherine Colonna      | Catherine Colonna                                     | DVD       |
| Minister für Justiz (Siegelbewahrer) Ministre de la Justice, Garde des Sceaux | Eric Dupond-Moretti    | Éric Dupond-Moretti                                   | DVG       |
| Minister/in für den ökologischen Übergang und den territorialen Zusammenhalt Ministre de la Transition écologique et de la Cohésion des territoires | Amélie de Montchalin   | Amélie de Montchalin bis 4. Juli 2022                 | RE        |
| Minister/in für den ökologischen Übergang und den territorialen Zusammenhalt Ministre de la Transition écologique et de la Cohésion des territoires |                        | Christophe Béchu seit 4. Juli 2022                    | Horizons  |
| Minister für nationale Bildung und für die Jugend Ministre de l’Éducation nationale et de la Jeunesse | Pap Ndiaye             | Pap Ndiaye bis 20. Juli 2023                          | DVG       |
| Minister für nationale Bildung und für die Jugend Ministre de l’Éducation nationale et de la Jeunesse |                        | Gabriel Attal seit 20. Juli 2023                      | RE        |
| Minister für Verteidigung Ministre des Armées | Sébastien Lecornu      | Sébastien Lecornu                                     | RE        |
| Minister/-in für Gesundheit und Prävention Ministre de la Santé et de la Prévention | Olivier Dussopt        | Brigitte Bourguignon bis 4. Juli 2022                 | RE        |
| Minister/-in für Gesundheit und Prävention Ministre de la Santé et de la Prévention |                        | François Braun 4. Juli 2022 bis 20. Juli 2023         | parteilos |
| Minister/-in für Gesundheit und Prävention Ministre de la Santé et de la Prévention |                        | Aurélien Rousseau 20. Juli 2023 bis 20. Dezember 2023 | DVG       |
| Minister/-in für Gesundheit und Prävention Ministre de la Santé et de la Prévention |                        | Agnès Firmin-Le Bodo seit 20. Dezember 2023           | Horizon   |
| Minister für Arbeit, Vollbeschäftigung und Integration Ministre du Travail, du Plein emploi et de l’Insertion | Olivier Dussopt        | Olivier Dussopt                                       | RE        |
| Minister für Solidarität, Autonomie und Menschen mit Behinderungen bis 20. Juli 2023 Ministre des Solidarités, de l'Autonomie et des Personnes handicapées Ministerin für Solidarität und Familie seit 20. Juli 2023 Ministre des Solidarités et des Familles | Damien Abad            | Damien Abad bis 4. Juli 2022                          | DVD       |
| Minister für Solidarität, Autonomie und Menschen mit Behinderungen bis 20. Juli 2023 Ministre des Solidarités, de l'Autonomie et des Personnes handicapées Ministerin für Solidarität und Familie seit 20. Juli 2023 Ministre des Solidarités et des Familles |                        | Jean-Christophe Combe 4. Juli 2022 bis 20. Juli 2023  | parteilos |
| Minister für Solidarität, Autonomie und Menschen mit Behinderungen bis 20. Juli 2023 Ministre des Solidarités, de l'Autonomie et des Personnes handicapées Ministerin für Solidarität und Familie seit 20. Juli 2023 Ministre des Solidarités et des Familles |                        | Aurore Bergé seit 20. Juli 2023                       | RE        |
| Ministerin für Hochschulbildung und Forschung Ministre de l’Enseignement supérieur et de la Recherche | Sylvie Retailleau      | Sylvie Retailleau                                     | DVD       |
| Minister für Landwirtschaft und Ernährungssouveränität Ministre de l'Agriculture et de la Souveraineté alimentaire |                        | Marc Fesneau                                          | MoDem     |
| Minister für Wandel und den öffentlichen Dienst Ministre de la Transformation et de la Fonction publiques | Stanislas Guerini      | Stanislas Guerini                                     | RE        |
| Ministerin für Kultur Ministre de la Culture | Rima Abdul Malak       | Rima Abdul Malak                                      | DVG       |
| Ministerin für die Energiewende Ministre de la Transition énergétique | Agnès Pannier-Runacher | Agnès Pannier-Runacher                                | RE        |
| Ministerin für Sport und die Olympischen und Paralympischen Spiele Ministre des Sports et des Jeux olympiques et paralympiques | Amélie Oudéa-Castéra   | Amélie Oudéa-Castéra                                  | RE        |

### Beigeordnete Minister
| Funktion | Bild | Name                                                  | Partei    |
| --- | ---- | ----------------------------------------------------- | --------- |
| Minister für die Beziehungen zum Parlament und das demokratische Leben (bis 4. Juli 2022) Minister für die Beziehungen zum Parlament (seit 4. Juli 2022) (im Büro der Premierministerin)                                                                              |      | Olivier Véran bis 4. Juli 2022                        | RE        |
| Minister für die Beziehungen zum Parlament und das demokratische Leben (bis 4. Juli 2022) Minister für die Beziehungen zum Parlament (seit 4. Juli 2022) (im Büro der Premierministerin)                                                                              |      | Franck Riester seit 4. Juli 2022                      | RE        |
| Minister für das demokratische Leben (im Büro der Premierministerin) |      | Olivier Véran seit 4. Juli 2022                       | RE        |
| Ministerin für Gleichstellung, Vielfalt und Chancengleichheit (im Büro der Premierministerin) |      | Isabelle Lonvis-Rome bis 20. Juli 2023                | parteilos |
| Ministerin für Gleichstellung, Vielfalt und Chancengleichheit (im Büro der Premierministerin) |      | Bérangère Couillard seit 20. Juli 2023                | RE        |
| Minister für Außenhandel und wirtschaftliche Attraktivität (im Ministerium für Europa und Äußeres) |      | Franck Riester bis 4. Juli 2022                       | RE        |
| Minister für Außenhandel und wirtschaftliche Attraktivität (im Ministerium für Europa und Äußeres) |      | Olivier Becht seit 4. Juli 2022                       | RE        |
| Minister für Europa (im Ministerium für Europa und Äußeres) |      | Clément Beaune bis 4. Juli 2022                       | RE        |
| Minister für öffentliche Finanzen (im Ministerium für Wirtschaft, Finanzen und der industriellen und digitalen Souveränität) |      | Gabriel Attal bis 20. Juli 2023                       | RE        |
| Minister für öffentliche Finanzen (im Ministerium für Wirtschaft, Finanzen und der industriellen und digitalen Souveränität) |      | Thomas Cazenave seit 20. Juli 2023                    | RE        |
| Minister für die Industrie (im Ministerium für Wirtschaft, Finanzen und der industriellen und digitalen Souveränität) |      | Roland Lescure seit 4. Juli 2022                      | RE        |
| Minister für digitalen Wandel und Telekommunikation (im Ministerium für Wirtschaft, Finanzen und der industriellen und digitalen Souveränität) |      | Jean-Noël Barrot seit 4. Juli 2022                    | MoDem     |
| Ministerin für kleine und mittlere Unternehmen, Handel, Handwerk und Tourismus (im Ministerium für Wirtschaft, Finanzen und der industriellen und digitalen Souveränität)                                                                                             |      | Olivia Grégoire seit 4. Juli 2022                     | RE        |
| Minister/in für Gebietskörperschaften bis 28. November 2022 Ministerin für territoriale Gemeinschaften und ländliche Angelegenheiten seit 28. November 2022 (im Innenministerium und im Ministerium für den ökologischen Übergang und den territorialen Zusammenhalt) |      | Christophe Béchu bis 4. Juli 2022                     | Horizons  |
| Minister/in für Gebietskörperschaften bis 28. November 2022 Ministerin für territoriale Gemeinschaften und ländliche Angelegenheiten seit 28. November 2022 (im Innenministerium und im Ministerium für den ökologischen Übergang und den territorialen Zusammenhalt) |      | Caroline Cayeux 4. Juli 2022 bis 28. November 2022    | DVD       |
| Minister/in für Gebietskörperschaften bis 28. November 2022 Ministerin für territoriale Gemeinschaften und ländliche Angelegenheiten seit 28. November 2022 (im Innenministerium und im Ministerium für den ökologischen Übergang und den territorialen Zusammenhalt) |      | Dominique Faure seit 28. November 2022                | PR        |
| Minister für die Überseegebiete (im Innenministerium und im Ministerium für die Überseegebiete) |      | Jean-François Carenco 4. Juli 2022 bis 20. Juli 2023  | RE        |
| Minister für die Überseegebiete (im Innenministerium und im Ministerium für die Überseegebiete) |      | Philippe Vigier seit 20. Juli 2023                    | MoDem     |
| Ministerin für Bildung und Berufsbildung (im Ministerium für Arbeit, Vollbeschäftigung und Integration und im Ministerium für nationale Bildung und für die Jugend)                                                                                                   |      | Carole Grandjean seit 4. Juli 2022                    | RE        |
| Verkehrsminister (im Ministerium für den ökologischen Übergang und den territorialen Zusammenhalt) |      | Clément Beaune seit 4. Juli 2022                      | RE        |
| Minister für Städte- und Wohnungsbau bis 20. Juli 2023Minister für Minister für Wohnungswesen seit 20. Juli 2023 (im Ministerium für den ökologischen Übergang und den territorialen Zusammenhalt)                                                                    |      | Olivier Klein 4. Juli 2022 bis 20. Juli 2023          | FP        |
| Minister für Städte- und Wohnungsbau bis 20. Juli 2023Minister für Minister für Wohnungswesen seit 20. Juli 2023 (im Ministerium für den ökologischen Übergang und den territorialen Zusammenhalt)                                                                    |      | Patrice Vergriete seit 20. Juli 2023                  | Parteilos |
| Ministerin für territoriale Organisation und Gesundheitsberufe (im Ministerium für Gesundheit und Prävention) |      | Agnès Firmin-Le Bodo seit 4. Juli 2022                | Horizon   |
| Ministerin für Menschen mit Behinderungen (im Ministerium für Solidarität, Autonomie und Menschen mit Behinderungen) |      | Geneviève Darrieussecq 4. Juli 2022 bis 20. Juli 2023 | MoDem     |
| Ministerin für Menschen mit Behinderungen (im Ministerium für Solidarität, Autonomie und Menschen mit Behinderungen) |      | Fadila Khattabi seit 20. Juli 2023                    | RE        |

### Staatssekretäre
| Funktion | Bild | Name                                               | Partei   |
| --- | ---- | -------------------------------------------------- | -------- |
| Regierungssprecher/in (im Büro der Premierministerin) |      | Olivia Grégoire bis 4. Juli 2022                   | RE       |
| Regierungssprecher/in (im Büro der Premierministerin) |      | Olivier Véran seit 4. Juli 2022                    | RE       |
| Staatssekretär/in für das Meer (im Büro der Premierministerin) |      | Justine Benin bis 4. Juli 2022                     | DVG      |
| Staatssekretär/in für das Meer (im Büro der Premierministerin) |      | Hervé Berville seit 4. Juli 2022                   | RE       |
| Staatssekretärin für Kinder (im Büro der Premierministerin) |      | Charlotte Caubel seit 4. Juli 2022                 | Horizons |
| Staatssekretär für Sozial- und Solidarwirtschaft und Vereinsleben (im Büro der Premierministerin)                                                                            |      | Marlène Schiappa 4. Juli 2022 bis 20. Juli 2023    | RE       |
| Staatssekretärin für Städte (im Innenministerium, im Ministerium für die Überseegebiete und im Ministerium für den ökologischen Übergang und den territorialen Zusammenhalt) |      | Sabrina Agresti-Roubache seit 20. Juli 2023        | RE       |
| Staatssekretärin für Staatsbürgerschaft (im Innenministerium und im Ministerium für die Überseegebiete)                                                                      |      | Sonia Backès 4. Juli 2022 bis 10. Oktober 2023     | LRC      |
| Staatssekretärin für Staatsbürgerschaft (im Innenministerium und im Ministerium für die Überseegebiete)                                                                      |      | Sabrina Agresti-Roubache seit 10. Oktober 2023     | RE       |
| Staatssekretär für Entwicklung, Frankophonie und internationale Partnerschaften (im Ministerium für Europa und Äußeres)                                                      |      | Chrysoula Zacharopoulou                            | RE       |
| Staatssekretärin für Europa (im Ministerium für Europa und Äußeres) |      | Laurence Boone seit 4. Juli 2022                   | DVG      |
| Staatssekretärin für Jugend und Nationalen Universaldienst (im Verteidigungsministerium und im Ministerium für nationale Bildung und für die Jugend)                         |      | Sarah El Haïry 4. Juli 2022 bis 20. Juli 2023      | MoDem    |
| Staatssekretärin für Jugend und Nationalen Universaldienst (im Verteidigungsministerium und im Ministerium für nationale Bildung und für die Jugend)                         |      | Prisca Thevenot seit 20. Juli 2023                 | RE       |
| Staatssekretär für Veteranen und Erinnerung (im Verteidigungsministerium) |      | Patricia Mirallès seit 4. Juli 2022                | RE       |
| Staatssekretärin für Ökologie (im Ministerium für den ökologischen Übergang und den territorialen Zusammenhalt)                                                              |      | Bérangère Couillard 4. Juli 2022 bis 20. Juli 2023 | RE       |
| Staatssekretärin für Biodiversität (im Ministerium für den ökologischen Übergang und den territorialen Zusammenhalt)                                                         |      | Sarah El Haïry seit 20. Juli 2023                  | MoDem    |
| Staatssekretärin für ländliche Angelegenheiten (im Ministerium für den ökologischen Übergang und den territorialen Zusammenhalt)                                             |      | Dominique Faure 4. Juli 2022 bis 28. November 2022 | PR       |

## Spannungen in der Regierung und Rücktritt
Die Regierung von Elisabeth Borne war geprägt von einer fehlenden Mehrheit im Parlament. Zuletzt setzte eine Kontroverse um ein neues Immigrationsgesetz die Regierung unter Druck. Das Gesetzesvorhaben wurde im Dezember 2023 nur knapp verabschiedet, nachdem die Regierung der konservativen Oppositionspartei Les Républicains massive Zugeständnisse hat machen müssen. Der verschärfte Gesetzestext sorgte aber für Spannungen innerhalb der Regierungspartei; 20 Abgeordnete stimmten gegen den Text, 17 enthielten sich. Gesundheitsminister Aurélien Rousseau trat im Anschluss zurück.
Am 8. Januar 2024 erklärte Borne ihren Rücktritt; dieser wurde von Macron angenommen. Die Regierung bleibt bis zur Ernennung einer Nachfolgerin geschäftsführend im Amt.